# Генле, Фридрих Густав Якоб
Фридрих Густав Якоб Ге́нле (нем. Friedrich Gustav Jakob Henle; 9 июля 1809, Фюрт — 13 мая 1885, Гёттинген)— немецкий патологоанатом и физиолог, известен как открывший петлю Генле в нефроне почки. Его труды являлись «зародышами» современной микробиологии. Иудей, перешедший в христианство

## Биография
По окончании курсов медицины в Боннском и Гейдельбергском университетах в 1832 году, стал ассистентом Рудольфи в Берлине, а в 1834 году — прозектором анатомии при Иоганне Мюллере. В течение последующих шести лет он опубликовал большое количество работ, включая три анатомические монографии новых видов животных, а также исследования структур лимфатической системы и эпителия в человеческом организме. В 1837 году стал приват-доцентом по микроскопической анатомии и патологии в Берлинском университете.
Уже в 1844 году Генле переехал в Гейдельберг, где он изучал физиологию и патологию. В это время его увлекли исследования по общей анатомии, которые вошли в трактат Самуэля Томаса Зёммеринга, опубликованные в Лейпциге в период с 1841 по 1844 гг. Вместе со своим учителем Мюллером был напечатан зоологический очерк об акулах и скатах, а в 1846 г. на свет появился известное «Руководство о рациональной патологии», что явилось новой эпохой развития патологии как науки. В 1849 году стал директором анатомического театра. В 1852 году переехал в Гёттинген, где впоследствии и умер.

## Открытия Генле
- Петля Генле
- Трубка Генле
- Крипта Генле: Микроскопический карман, находящийся в конъюнктиве глаза.
- Тельца Генле-Гассана: Прозрачные выросты на периферии радужной оболочки глаза.
- Ствол Генле: анатомическое образование, представляющее собой конфлюенс правой желудочно-сальниковой вены и правой ободочной вены (описаны различные комбинации).

В его честь названа Медаль Якоба Генле присуждаемая медицинским факультетом Гёттингенского университета с 1988 года.